# Wolfgang Beermann
Wolfgang Wilhelm Walter Beermann (* 6. April 1921 in Hannover; † 18. Januar 2000 in Tübingen) war ein deutscher Biologe (Genetiker).

## Leben
Beermann machte am Ratsgymnasium Hannover 1939 das Abitur und studierte, unterbrochen durch Kriegsdienst und Gefangenschaft, an der Universität Göttingen. Als Doktorand bei Hans Bauer, einem Schüler des Genetikers Alfred Kühn, arbeitete er am Max-Planck-Institut für Meeresbiologie in Wilhelmshaven; die Dissertation reichte er 1951 bei der Mathematisch-Naturwissenschaftlichen Fakultät Göttingen ein. Nach der Promotion ging Beermann für ein Jahr an das Karolinska-Institut in Stockholm, zu Torbjörn Caspersson. Danach ging er an die Biologische Fakultät der Universität Marburg zum Entwicklungsbiologen Friedrich Seidel, ebenso ein ehemaliger Schüler Kühn's. Ab 1958 leitete er die „Abteilung Beermann“ als Direktor am Max-Planck-Institut für Biologie in Tübingen. Er wies die lokalisierte Aktivierung von Genen nach, bei der aus einzelnen Querscheiben (Banden) der Polytänchromosomen aufgelockerte „Puffs“ [pʌfs] entstehen. Die größten Puffs stellen nach dem Nukleolus die Balbiani-Ringe dar. Den Beweis für aktive Gene lieferte der Einbau von radioaktiv markiertem Uridin, das ein spezifisches RNA-Muster an den gepufften Stellen der Riesenchromosomen erzeugt. Dieses Ergebnis diente als frühes Argument für die Hypothese, in jeder Querscheibe sei ein Gen in multiplen Kopien enthalten. Nicht minder spektakulär geriet mit radioaktiv markiertem Thymidin der experimentelle Nachweis, dass Riesenchromosomen sich durch Vervielfältigung elterlicher DNA-Stränge (Chromatiden) entwickeln. Damit war die Polytänie-Hypothese nicht nur morphologisch gefestigt.
Beermann war Gastprofessor in Berkeley (1962/63) und in Tallahassee (Florida, 1967/68). Er war Mitglied der Genetics Society of America (GSA) und der European Molecular Biology Organization (EMBO); 1972 wurde er in die American Academy of Arts and Sciences, 1975 in die National Academy of Sciences (NAS) der USA aufgenommen. Manche internationale Kontakte ergaben sich, nachdem Beermann 1964 Hans Bauer als Herausgeber der Zeitschrift Chromosoma abgelöst hatte. Viele Gastwissenschaftler und führende Chromosomenforscher kamen in sein Tübinger Institut.
Auch Sigrid Beermann, seine früh verstorbene Ehefrau, erzielte grundlegende zytogenetische Ergebnisse. Sie zeigte, dass Ruderfußkrebse große Teile des Keimbahngenoms von den Zellkernen ihrer Körpergewebe ausschließen – ein Prozess, der als Diminution bezeichnet wird.

## Auszeichnungen
- 1966: Mitglied der Deutschen Akademie der Naturforscher Leopoldina
- 1969: Schleiden-Medaille der Deutschen Akademie der Naturforscher Leopoldina
- 1975: Mitglied der National Academy of Sciences (USA)

## Veröffentlichungen
- Chromomerenkonstanz und spezifische Modifikation der Chromosomenstruktur in der Entwicklung und Organdifferenzierung von Chironomus tentans. In: Chromosoma. 5/1952, S. 139–198.
- Weibliche Heterogametie bei Copepoden. In: Chromosoma. 6/1954, S. 381–396.
- Geschlechtsbestimmung und Evolution der genetischen Y-Chromosomen bei Chironomus. In: Biologisches Zentralblatt. 74/1955, S. 525–544.
- Nuclear differentiation and functional morphology of chromosomes. In: Cold Spring Harbor Symposia on Quantitative Biology. 21/1956, S. 217–232.
- Der Nukleolus als lebenswichtiger Bestandteil des Zellkerns. In: Chromosoma. 11/1960, S. 263–296.
- Riesenchromosomen. In der Reihe: Protoplasmatologia. Springer, Wien 1962. ISBN 978-3-211-80611-1
- Control of differentiation at the chromosomal level. In: Journal of Experimental Zoology. 157/1964, S. 49–62.
- Effect of α-amanitine on puffing and intranuclear RNA synthesis in Chironomus salivary glands. In: Chromosoma. 34/1971, S. 152–167.
- Chromomeres and genes. In: W. Beermann (Hg.): Results and problems of cell differentiation, 4: Developmental studies on giant chromosomes. Springer, Berlin, Heidelberg 1972, S. 1–33.
- Directed changes in the pattern of Balbiani ring puffing in Chironomus: effects of a sugar treatment. In: Chromosoma. 41/1973, S. 297–326.
- W. Beermann, G. F. Bahr: The submicroscopic structure of Balbiani-ring. In: Experimental Cell Research. 6/1954, S. 195–201.
- W. Beermann, Claus Pelling: H3-Thymidinmarkierung einzelner Chromatiden in Riesenchromosomen. In: Chromosoma. 16/1965, S. 1–21.
- A. S. Mukherjee, W. Beermann: Synthesis of ribonucleic acid by the X-chromosomes of Drosophila melanogaster and the problem of dosage compensation. In: Nature. 207/1965, S. 785–786.
- Claus Pelling, W. Beermann: Diversity and variation of the nucleolar organizing regions in chironomids. In: National Cancer Inst. Monogr. 23/1966, S. 393–409.
- Laura Arcos-Terán, W. Beermann: Changes of DNA replication behavior associated with intragenic changes of the white region in Drosophila melanogaster. In: Chromosoma. 25/1968, S. 377–391.
- Theodore R. Wright, W. Beermann, J. L. Marsh, C. P. Bishop, R. Steward, B. C. Black, A.D. Tomsett, E.Y. Wright: The genetics of dopa decarboxylase in Drosophila melanogaster. IV: The genetics and cytology of the 37B10–37D1 region. In: Chromosoma. 83/1981, S. 45–58.
- Carles Rovira, W. Beermann, J.-E. Edström: A repetitive DNA sequence associated with the centromeres of Chironomus pallidivittatus. In: Nucleic Acids Research. 21/1993, S. 1775–1781.